# Oskar Planck
Oskar Hermann Planck (* 21. Februar 1888 in Stuttgart; † 24. Juni 1970 in Korntal) war ein deutscher Pfarrer und Gründungsmitglied der Evangelischen Michaelsbruderschaft, seit 1958 erster Leiter des Berneuchener Hauses im Kloster Kirchberg.

## Leben
Planck wurde 1888 in Stuttgart als Sohn von Hermann Georg Planck (1855–1923), Gymnasialprofessor am Karls-Gymnasium Stuttgart und Ephorus am evangelischen Seminar Blaubeuren, geboren. Er wuchs in Stuttgart mit zwei Schwestern auf und besuchte das Karls-Gymnasium. Oskar Planck entstammte einer alten württembergischen Pfarrer- und Beamtenfamilie und war Neffe des Ulmer Prälaten Heinrich von Planck sowie mütterlicherseits Großneffe des Historikers und Pädagogen Oskar Jäger. Er war Vater des Agrarsoziologen Ulrich Planck.
1906 bis 1911 studierte er Evangelische Theologie an der Universität Tübingen und war seitdem Mitglied der Verbindung Normannia Tübingen. Es folgte das Vikariat in acht Gemeinden. Im Ersten Weltkrieg meldete er sich 1915 freiwillig für den Sanitätsdienst und wurde einem Lazarettzug als Krankenpfleger und Seelsorger zugeteilt. Seit 1917 war er Vikar in Ulm. In dieser Zeit gründete er die Ulmer Volkshochschule, die erste städtische VHS in Württemberg. In zwei Schriften von 1918 und 1919 forderte er programmatisch den Aufbau eines Volkshochschulwesens. Ein Vorbild fand er in den „Bauernschulen“ in Dänemark, die mit Pfarrer Nikolai Frederik Severin Grundtvig, dem „Urvater der Heimvolkshochschulen“, schon eine lange Tradition hatten.
1919 wurde er einer der Leiter des Evangelischen Volksbunds Württemberg. Im Rahmen dieser Tätigkeit setzte er sich in einer Schrift kritisch mit dem damals sehr populären Kino auseinander.
Bei seiner Vortragstätigkeit in ganz Württemberg wurde ihm die Überlastung vieler junger Mütter auf dem Lande bewusst. Als Konsequenz gründete er gemeinsam mit Heidi Denzel und Theodor Gerhardt die evangelische Hausschwesternschaft mit Sitz in Korntal, um überlastete und kranke Mütter zu unterstützen.
1922 ging er als Gemeindepfarrer nach Nußdorf (heute Gemeinde Eberdingen) bei Vaihingen/Enz. Anknüpfend an seine Volkshochschultätigkeit hielt er 1927 in Nußdorf erstmals Winterkurse für Jungbauern mit einer Dauer von etwa vier bis sechs Wochen ab. Zwischen 1925 und 1934 führte die neu gegründete evangelische Bauernschule, die seit 1932 in Lorch ihren Sitz hatte, insgesamt 27 Kurse für junge Erwachsene durch, bis sie 1934 durch die Nationalsozialisten aufgelöst wurde. Nach dem Zweiten Weltkrieg konnte diese Arbeit durch die Neugründung der ländlichen Heimvolkshochschule Hohebuch bei Waldenburg fortgeführt werden.
In den 1920er Jahren lernte Oskar Planck die Berneuchener Bewegung kennen. Diese Gruppe von Theologen und Laien forderte eine Reform der Kirche und des gottesdienstlichen Lebens; sie nannte sich nach ihrem Treffpunkt auf dem Rittergut Berneuchen (heute Barnowko in Polen knapp 100 km nordöstlich von Berlin). 1931 zählte Oskar Planck gemeinsam mit Wilhelm Stählin und Karl Bernhard Ritter sowie 19 weiteren Brüdern zu den Gründungsmitgliedern der Evangelischen Michaelsbruderschaft in Marburg/Lahn. Es ging ihnen um die Erneuerung der Kirche, die aber auch vom Einzelnen eine Veränderung seiner Lebensführung forderte.
Im Jahr 1930 übernahm Planck die Stelle als Stadtpfarrer an der Michaelskirche in Heidenheim an der Brenz; 1936 bis 1953 war er Stadtpfarrer an der Erlöserkirche in Stuttgart. Aus seinen Erfahrungen der Kriegszeit und Nachkriegszeit verfasste Planck rückblickend eine Schrift mit dem Titel Friede in friedloser Zeit.
1953 trat der inzwischen 65-Jährige in den Ruhestand und zog nach Stuttgart-Plieningen. In jenen Jahren war die Michaelsbruderschaft auf der Suche nach einem geeigneten Gebäude für ein Tagungs- und Einkehrhaus. 1956 fiel die Entscheidung für das ehemalige, weitgehend leerstehende und z. T. verwahrloste Kloster Kirchberg bei Sulz am Neckar. Der inzwischen 70-jährige Planck zog nach Kirchberg und übernahm die Leitung des Hauses. Die Aufbauarbeit in den Anfangsjahren bedeutete vielfach mühevolle Pionierarbeit, ein erster Abschnitt war 1958 die Weihe der Kirche.
1961 übergab er aus Altersgründung die Leitung des Hauses an Paul Rohleder, 1964 verließ er Kirchberg. In Korntal verbrachte er seine letzten Jahre und verstarb am 24. Juni 1970.

## Schriften (Auswahl)
- Das Bildungsideal der Volkshochschule. Langensalza Bayer 1919.
- Evangelisches Beichtbüchlein. Stuttgart Steinkopf 1956.
- Ein Gang durch Kloster Kirchberg und seine Geschichte. Stuttgart Hiller 1983 (Nachdruck von 1963).
- Volkshochschul-Arbeit Grundsätzliches und Praktisches. Stuttgart Evang. Pressverband 1918.
- Friede in friedloser Zeit. Erinnerungen u. Erfahrungen aus d. Jahren 1936–1953. Stuttgart Steinkopf 1953.
- Trost in Trübsal, Stuttgart, Quell-Verlag, 1948

## Nachlass
Ein Teil seines Nachlasses befindet sich im Landeskirchlichen Archiv Stuttgart, D 25.